# Balkanmeerkikker
De balkanmeerkikker (Pelophylax kurtmuelleri) is een kikker uit de familie echte kikkers (Ranidae).

## Naamgeving en taxonomie
De soort werd voor het eerst wetenschappelijk beschreven door Henrik Gayda in 1940. Oorspronkelijk werd de wetenschappelijke naam Rana ridibunda kurt-mülleri gebruikt. De verouderde wetenschappelijke naam is Rana balcanica, de soort werd namelijk lange tijd tot het geslacht Rana gerekend. De kikker werd ook wel als ondersoort van de meerkikker (Rana ridibunda) gezien. Alle drie de oorspronkelijke ondersoorten van de meerkikker worden nu als aparte soort beschouwd, dit is echter niet onomstreden. Er zijn dus verschillende wetenschappelijke namen voor deze soort, maar sinds 2006 is de correcte naam Pelophylax kurtmuelleri. De soortaanduiding kurtmuelleri is een eerbetoon aan Kurt Müller, die het holotype verzamelde.

## Uiterlijke kenmerken
De balkanmeerkikker werd pas in 1991 op basis van het paargeluid onderscheiden van de meerkikker. Het uiterlijk lijkt zo sterk op dat van de meerkikker dat de soort er nauwelijks van te onderscheiden is. Wel blijft de balkanmeerkikker kleiner; ongeveer 7 tot 8 centimeter, de meerkikker wordt gemiddeld ongeveer 10 tot 12 centimeter. Net zoals alle groene kikkers is de lichaamsvorm typisch peervormig afgeplat, zijn de ogen wat meer op de kop gepositioneerd en de achterpoten zijn lang en gespierd.

## Algemeen
De balkanmeerkikker komt voor rond het Balkangebergte: van Albanië, Servië en Montenegro tot in Griekenland, in Italië en Denemarken is de soort geïntroduceerd. In grote delen van het verspreidingsgebied leeft de soort samen met de meerkikker, maar er zijn ook streken waar deze laatste soort ontbreekt en de balkanmeerkikker alleen voorkomt. Over de levenswijze is niet veel bekend, waarschijnlijk zijn er veel overeenkomsten met de meerkikker. Net als alle groene kikkers is het op grote schaal vangen van exemplaren uit de natuur voor commerciële doeleinden een bedreiging, maar de soort komt in grote delen van zijn verspreidingsgebied nog algemeen voor.